# Hyrcanus (genus)
Hyrcanus is een geslacht van wantsen uit de familie van de Hebridae. Het geslacht werd voor het eerst wetenschappelijk beschreven door Distant in 1910.

## Soorten
Het genus bevat de volgende soorten:

- Hyrcanus angulatus Zettel, 2000
- Hyrcanus boukali Zettel, 2000
- Hyrcanus capitatus Distant, 1910
- Hyrcanus chenae Zettel, 1998
- Hyrcanus dispar Andersen, 1981
- Hyrcanus draculus Zettel, 1998
- Hyrcanus reichli Zettel, 1998
- Hyrcanus saxatilis Andersen, 1981
- Hyrcanus shepardi Zettel, 1998
- Hyrcanus varicolor Andersen, 1981